# Valentino Pellarini
Valentino Pellarini (Capodistria, 26 ottobre 1919 – Trieste, 13 maggio 1992) è stato un cestista italiano.

## Carriera
Con l'Italia ha disputato i Giochi olimpici di Londra 1948 e due edizioni dei Campionati europei (1946, 1947).